# 近藤啓
近藤 啓（こんどう ひろむ、1967年10月 - ）は、日本の薬学者（製剤学・DDS・新規剤形開発）。学位は博士（薬学）（日本大学・2003年）。静岡県立大学薬学部教授・大学院薬学研究院教授。
山之内製薬株式会社での勤務を経て、アステラス製薬株式会社製剤研究所剤形研究室室長などを歴任した。

## 概要
製剤学などを専攻する薬学者である。放出制御製剤に関する研究や、分散系・機能性高分子を利用する微粒子製剤の研究などで知られている。山之内製薬やアステラス製薬にて研究に従事するとともに、九州大学や静岡県立大学などで教鞭を執るなど、後進の育成にも取り組んだ。

## 来歴

### 生い立ち
1967年10月に生まれた。名古屋市立大学に進学し、薬学部の薬学科にて学んだ。1991年3月、名古屋市立大学を卒業した。そのまま名古屋市立大学の大学院に進学し、薬学研究科にて学んだ。1993年3月、名古屋市立大学の大学院における博士前期課程を修了した。なお、後年になって博士論文「製剤のバイオアベイラビリティを評価する実験動物としてのカニクイザルの有用性に関する研究」を執筆したことから、2003年に日本大学から博士（薬学）の学位が授与されている。

### 薬学者として
大学院修了後は、1993年4月に山之内製薬に入社した。同月には山之内製薬の創薬製剤研究所にて生物薬剤研究室に配属された。2003年10月には、山之内製薬にて創剤研究所のDDS研究室に異動した。
その後、山之内製薬は藤沢薬品工業と合併することになり、2005年4月1日にアステラス製薬が発足した。合併後も引き続きアステラス製薬に勤務することになり、同月より創剤研究所のPVM研究室に勤務することになった。2013年4月には、アステラス製薬の製剤研究所にて剤形研究室の室長に昇任した。その傍ら、2015年4月より、九州大学の大学院にて薬学研究院の客員教授を兼任していた。大学院においては、主として薬学府の臨床薬学専攻の講義を担当し、薬物送達システム学分野を受け持った。
2018年4月、静岡県立大学に転じ、薬学部の教授に就任した。薬学部においては、主として薬学科の講義を担当し、岩尾康範、板井茂、野口修治らと創剤科学分野を受け持った。また、静岡県立大学の大学院では薬学研究院の教授を兼務した。大学院においては、主として薬食生命科学総合学府の講義を担当し、創剤工学教室を受け持った。

## 研究
専門は薬学であり、製剤学、DDS、新規剤形開発などの分野の研究に従事した。具体的には、苦味マスキング、局所投与製剤、徐放性製剤、といった放出制御製剤について研究・開発に取り組んだ。また、脂質粒子や高分子複合体などのように、分散系や機能性高分子を用いた微粒子製剤についても研究しており、その物理化学的特性について取り上げている。そのほか、テーラーメード製剤や小児用製剤についての研究にも取り組んだ。
学術団体としては、日本薬学会、日本薬剤学会、日本DDS学会、日本薬物動態学会、などに所属していた。

## 人物
薬学に関する教育について「薬を共通言語として、薬を創る（研究者）および薬を使う（薬剤師）という異なる役割を担う人材を育成すること」が特徴の一つであると指摘している。そのうえで、研究者であっても薬剤師であっても、理論的思考力、問題解決能力、前に踏み出す力、考え抜く力、発信する力、チームで働く力が必要とされると述べ、それらを兼ね備えた人材の育成を目指している。

## 略歴
- 1967年 - 誕生[4]。
- 1991年 - 名古屋市立大学薬学部卒業[5]。
- 1993年 - 名古屋市立大学大学院薬学研究科博士前期課程修了[5]。
- 1993年 - 山之内製薬入社[3]。
- 1993年 - 山之内製薬創薬製剤研究所生物薬剤研究室配属[3]。
- 2003年 - 山之内製薬創剤研究所DDS研究室配属[3]。
- 2005年 - アステラス製薬創剤研究所PVM研究室配属[3]。
- 2013年 - アステラス製薬製剤研究所剤形研究室室長[3]。
- 2015年 - 九州大学大学院薬学研究院客員教授[3]。
- 2018年 - 静岡県立大学薬学部教授[3]。
- 2018年 - 静岡県立大学大学院薬学研究院教授。

## 関連人物
- 板井茂
- 岩尾康範
- 金沢貴憲